# Gianna (Rino-Gaetano-Lied)
Gianna ist ein Lied des italienischen Liedermachers Rino Gaetano aus dem Jahr 1978. Der Song war 1978 mit über 600.000 verkauften Exemplaren die dreizehntmeistverkaufte Single in Italien.

## Veröffentlichung und Coverversionen
„Gianna“, eines der bekanntesten Lieder Gaetanos, belegte 1978 den dritten Platz beim Sanremo-Festival, wo es am 28. Januar 1978 uraufgeführt wurde. „Gianna“ ersetzte Gaetanos erste Wahl für das Festival, ‚Nuntereggae più‘, das seine Produzenten für nicht wettbewerbsfähig hielten, Gaetano trug es in einem Zylinder, den ihm Renato Zero geschenkt hatte, und begleitete sich selbst auf der Ukulele, wobei in der letzten Strophe die Comedy-Musikgruppe Pandemonium mitwirkte. Es ist der erste Song in der Geschichte des Festivals, der das Wort Sex im Text enthält. Die Sanremo-Version des Songs war etwas schneller als die Single-Version.
Der Titel des Liedes sollte ursprünglich Anna lauten, zu Ehren der Schwester der Sängerin, wurde es aber aus rhythmischen Gründen in Gianna geändert. Nach einer der zahlreichen Interpretationen, die vorgeschlagen wurden, beschreibt das Lied „Gianna“ ironisch die Freimaurerei und die italienische Politik, die aus Illusionen, Versprechungen, Sex, Geld, Materialismus und Geschäftssinn besteht.
Gaetano nahm auch eine englische und eine spanische Version des Liedes auf, die jeweils den Titel „Gina“ und „Juanita“ tragen. Die deutschsprachige Coverversion „Gianna (Liebe im Auto)“ von Wolfgang Petry erreichte den siebzehnten Platz der Hitparade. Zu den Künstlern, die das Lied gecovert haben, gehören auch Ornella Vanoni, Aiello, Fausto Leali, Enrico Ruggeri und Pietro Basile.